# Xylographus bostrichoides
Xylographus bostrichoides – gatunek chrząszcza z rodziny czerwikowatych.

## Taksonomia
Gatunek ten opisany został po raz pierwszy w 1834 roku przez Léona Jean-Marie Dufoura] pod nazwą Cis bostrichoides. W 1847 roku do nowego rodzaju Xylographus przeniósł go J. Mellié.

## Morfologia
Chrząszcz o krótkim, walcowatym, przysadzistym ciele długości od 2 do 2,4 mm, stosunkowo błyszczącym, o ubarwieniu kasztanowobrązowym do czarnego z czerwonożółtymi czułkami i odnóżami. Wierzch ciała jest niezbyt gęsto punktowany i porośnięty sterczącymi, dość długimi włoskami. Czułki zbudowane z dziesięciu członów, z których drugi jest okrągły, trzy ostatnie formują buławkę, a dwa ostatnie z nich są bardzo mocno poprzeczne. U samca na czole znajdują się dwa spiczaste guzki. Pokrywy cechują się kompletnym, nieprzerwanym, gęsto punktowanym rzędem przyszwowym. Przedpiersie pozbawione jest wyrostka międzybiodrowego. Odnóża charakteryzują się krótkimi, rozszerzonymi ku szczytom, na zewnętrznych krawędziach pokrytymi spiczastymi ząbkami goleniami.

## Ekologia i występowanie
Owad nizinny, saproksyliczny. Zamieszkuje wilgotne lasy. Bytuje w rosnących na drzewach liściastych owocnikach hub z takich rodzajów jak lakownica, hubiak i żagiew.
Gatunek palearktyczny. W Europie znany jest z Hiszpanii, Francji, Austrii, Włoch (w tym z Sardynii), Polski, Czech, Słowacji, Węgier, Białorusi, Ukrainy, Rumunii, Bułgarii, Chorwacji, Bośni i Hercegowiny,  Grecji oraz europejskich części Rosji i Turcji. W Afryce wykazywany jest z Maroka i Algierii. W Azji podawany jest z syberyjskiej części Rosji, Cypru, anatolijskiej części Turcji, Azerbejdżanu i Tadżykistanu. W Europie i Afryce Północnej jest jedynym przedstawicielem rodzaju.
W Europie Środkowej obecny jest tylko na izolowanych stanowiskach. W Polsce odnaleziony został dwukrotnie, raz na Wyżynie Lubelskiej i raz w Puszczy Białowieskiej, w obu przypadkach w XX wieku. Na „Czerwonej liście zwierząt ginących i zagrożonych w Polsce” umieszczony został jako gatunek narażony na wymarcie (VU).